# Myiopharus capitata
Myiopharus capitata là một loài ruồi trong họ Tachinidae.